# Dactylopteridae
Famille
Les Dactylopteridae sont une famille de poissons marins de l'ordre des Scorpaeniformes, rassemblant deux genres.

## Caractéristique
Les grondins volants constituent une famille de poissons marins qui se distinguent par leurs nageoires pectorales fortement élargies. Comme ils ne peuvent pas littéralement voler ou planer dans les airs (à la différence des poissons volants, de la famille des Exocoetidae), certains auteurs préfèrent les appeler « grondins casqués ». Ils ont été considérés comme la seule famille du sous-ordre des Dactylopteroidei des Scorpaeniformes, mais des classifications moléculaires plus récentes les placent dans l'ordre des Syngnathiformes, dans la superfamille des Centriscoidea.
On a observé qu'ils « marchaient » sur les fonds marins sablonneux à la recherche de crustacés, d'autres petits invertébrés et de petits poissons à l'aide de leurs nageoires pelviennes. Comme les vrais grondins, auxquels ils peuvent être apparentés, ils possèdent une vessie natatoire à deux lobes et un « muscle tambourinant » qui peut battre contre la vessie natatoire pour produire des sons. Ils ont de lourdes écailles protectrices et le dessous de leurs énormes nageoires pectorales est vivement coloré, peut-être pour effrayer les prédateurs.
La plupart des espèces appartiennent au genre indo-pacifique Dactyloptena, mais l'unique espèce du genre Dactylopterus habite les régions plus chaudes de l'Atlantique et la Méditerranée. Les adultes vivent sur le fond marin, mais de nombreuses espèces ont un stade larvaire étendu, qui flotte librement dans les océans.

## Genres
Selon FishBase et World Register of Marine Species (8 février 2016) :
- genre Dactyloptena Jordan & Richardson, 1908
  - Dactyloptena gilberti Snyder, 1909
  - Dactyloptena macracantha (Bleeker, 1854)
  - Dactyloptena orientalis (Cuvier, 1829)
  - Dactyloptena papilio Ogilby, 1910
  - Dactyloptena peterseni (Nyström, 1887)
  - Dactyloptena tiltoni Eschmeyer, 1997
- genre Dactylopterus Lacepède, 1801
  - Dactylopterus volitans (Linnaeus, 1758) - Grondin volant

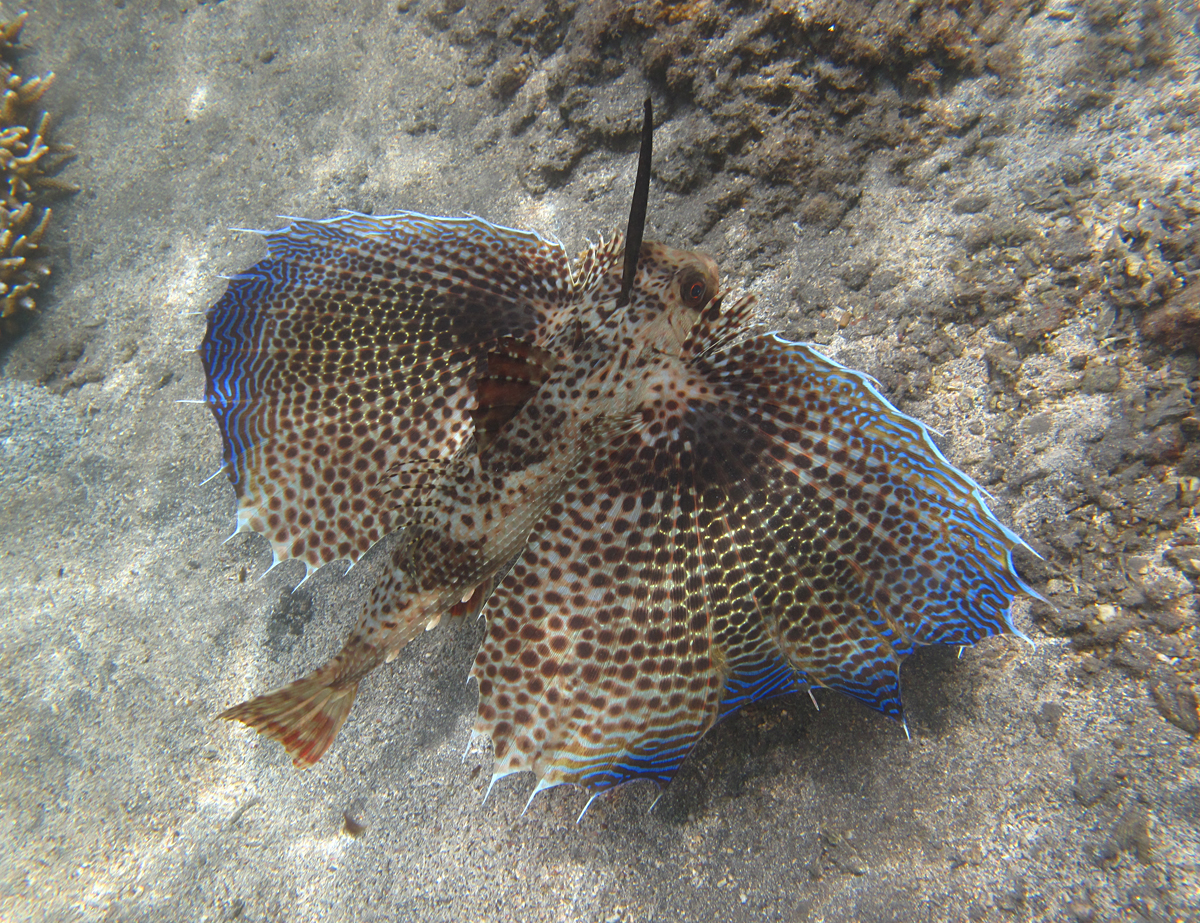
Dactyloptena orientalis
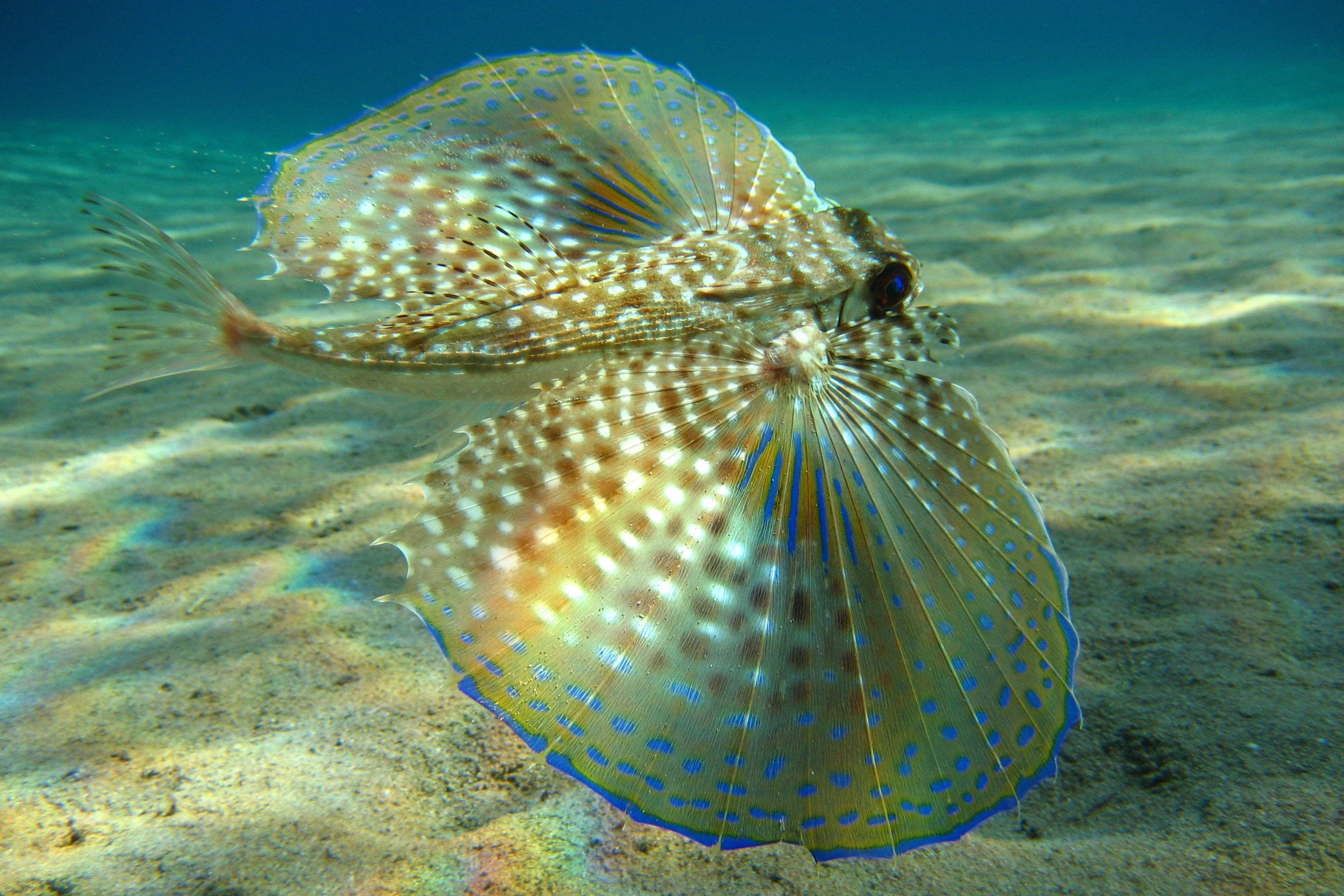
Dactylopterus volitans